# ینس لمان (دوچرخه‌سوار)
ینس لمان (آلمانی: Jens Lehmann؛ زادهٔ ۱۹ دسامبر ۱۹۶۷) دوچرخه‌سوار اهل آلمان است.
وی همچنین برندهٔ جوایزی همچون برگ بوی نقره‌ای شده‌است.
وی در مسابقات کشوری و بین‌المللی در مجموع برندهٔ ۲ مدال طلا، ۲ مدال نقره شده‌است.